# 韦恩·海托华
韦恩·A·海托华（英語：Wayne A. Hightower，1940年1月14日—2002年4月18日），美国NBA联盟前职业篮球运动员。他在1962年的NBA选秀中第1轮第5顺位被旧金山勇士选中。